# Heald-Insel
Die Heald-Insel ist eine 5 km Insel vor der Scott-Küste des ostantarktischen Viktorialands. Mit einer Höhe von bis zu 555 m ragt sie aus dem Eis des Koettlitz-Gletschers unmittelbar östlich der Walcott Bay auf.
Entdeckt wurde sie von Teilnehmern der Discovery-Expedition (1901–1904) unter der Leitung des britischen Polarforschers Robert Falcon Scott. Benannt ist sie nach dem Matrosen der Royal Navy William Loftouse Heald (1876–1929), einem Teilnehmer der Forschungsreise, der 1902 dem Expeditionsgeologen Hartley Ferrar (1879–1932) das Leben gerettet hatte, nachdem dieser an Skorbut erkrankt war.